# Elliot Grandin
Elliot Grandin (Caen, 17 ottobre 1987) è un ex calciatore francese, di ruolo attaccante.